# Heaven Knows (PinkPantheress)
Heaven Knows è il primo album in studio della cantautrice britannica PinkPantheress, pubblicato il 10 novembre 2023 dalla Warner.

## Antefatti
In un'intervista con NME il 3 febbraio 2023, PinkPantheress ha espresso il suo desiderio di spostarsi verso altri stili di musica e ha comunicato l'intenzione di pubblicare il suo album di debutto entro la fine dell'anno. Dopo il successo di Boy's a Liar Pt. 2 all'inizio del 2023 e l'uscita di Mosquito nel mese settembre, PinkPantheress ha annunciato l'album il 12 ottobre. La cantante ha affermato che l'album è un «accumulo di musica realizzata negli ultimi due anni» e tematicamente riguarda «l'essere in pace con te stesso nella tua solitudine» e il «viaggio dall'Inferno al Purgatorio».

## Promozione
Per promuovere l'album l'artista ha deciso di avviare un tour di accompagnamento, intitolato The Capable of Love Tour, nel febbraio 2024, con tappe nel Regno Unito, Irlanda, Paesi Bassi, Francia e Germania.

## Accoglienza
| Recensione    | Giudizio |
| ------------- | -------- |
| Clash         | 9/10     |
| DIY           |          |
| The Guardian  |          |
| NME           |          |
| Pitchfork     | 6.4/10   |
| The Telegraph |          |

Heaven Knows ha ottenuto recensioni prevalentemente positive da parte dei critici musicali. Su Metacritic, sito che assegna un punteggio normalizzato su 100 in base a critiche selezionate, l'album ha ottenuto un punteggio medio di 80 basato su quindici recensioni.

## Tracce
1. Another Life (feat. Rema) – 2:52
2. True Romance – 2:16
3. Mosquito – 2:26
4. The Aisle – 2:45
5. Nice to Meet You (feat. Central Cee) – 2:42
6. Bury Me (feat. Kelela) – 2:04
7. Internet Baby (Interlude) – 2:11
8. Ophelia – 2:35
9. Feel Complete – 2:43
10. Blue – 3:01
11. Feelings – 2:40
12. Capable of Love – 3:43
13. Boy's a Liar Pt. 2 (feat. Ice Spice) – 2:11

## Classifiche
| Classifica (2023) | Posizione massima |
| ----------------- | ----------------- |
| Belgio (Fiandre)  | 102               |
| Canada            | 59                |
| Francia           | 166               |
| Irlanda           | 16                |
| Nuova Zelanda     | 30                |
| Regno Unito       | 28                |
| Stati Uniti       | 61                |
| Svizzera          | 84                |